# آنتی‌بیوتیک گلیکوپپتید
آنتی‌بیوتیک‌های گلیکوپپتید(به انگلیسی: Glycopeptide antibiotic) گروهی از آنتی‌بیوتیک‌های مؤثر بر سنتز دیواره باکتری هستند. آنتی بیوتیک‌های گلیکوپپتیدی پرکاربرد عبارت اند از وانکومایسین، تئی‌کوپلانین، تلاوانسین،راموپلانین، دالباوانسین و اوریتاوانسین. وانکومایسین در صورت وجود عفونت مشکوک به استافیلوکوک اورئوس مقاوم به متی‌سیلین استفاده می‌شود. 

## سازوکار
برخی از اعضای این دسته آنتی بیوتیک‌ها با مهار سنتز پپتیدوگلیکان، سنتز دیواره‌های سلولی در باکتری را مهار می‌کنند. آنها به اسیدهای آمینه درون دیواره سلولی متصل می‌شوند و از افزودن واحدهای جدید به پپتیدوگلیکان جلوگیری می‌کنند. به طور خاص ، آنها در پپتیدوگلیکان به آکریل-دی-الانیل-دی-الانین متصل می‌شوند. بسیاری از گلیکوپپتیدها عملکرد گلیکوزیل ترانسفرازها را مهار می‌کنند، که وظیفه پلیمر کردن بلوک‌های اسید آمینه/قند به پپتیدوگلیکان را بر عهده دارند. 

## کاربردها
با توجه به سمیت آن‌ها، استفاده از آنتی‌بیوتیک‌های گلیکوپپتید محدود به بیمارانی است که مبتلا به بیماری حاد هستند، مانند کسانی که دارای حساسیت شدید به بتا-لاکتام‌ها هستند، یا به گونه‌های مقاوم به بتا-لاکتام آلوده هستند. این آنتی بیوتیک‌ها عمدتاً در برابر کوکسی‌های گرم مثبت مؤثر هستند. آنها طیف محدودی از عملکرد را نشان می‌دهند و فقط در برابر انتروکوک‌ها خاصیت ضد باکتری دارند. برخی از بافت‌ها توسط گلیکوپپتیدها به خوبی قابل نفوذ نیست و به مایع مغزی-نخاعی نفوذ نمی‌کنند. 